# Пеовица
Пеовица (на хърватски: Peovica), известна също и като Мирабела, е малка средновековна крепост в Южна Хърватия, Сплитско-далматинска жупания, разположена в скалите над град Омиш, служила за убежище на пиратите през XIII в.
Укреплението е изградено в един от стръмните склонове на планината Биоково през XIII в. преди венецианците да завладеят тези земи. Използвано е като надеждно скривалище от пиратите, т.нар. ускоци, които оттам можели безпрепятствено да се оттеглят по посока на планинските теснини и дефилето на река Цетина.
От крепостта се открива красива панорама към града и залива. Входът за възрастни е 20 куни, децата влизат безлатно.